# 北极科维尔氏菌
北极科维尔氏菌（学名：Colwellia arctica）是科尔韦氏菌属的下属物种。此物种是一种革兰氏阴性、兼性厌氧、过氧化氢酶阳性、氧化酶阳性、中性、耐盐且耐冷的杆状细菌。此物种最早从北极收集的海洋沉积物中分离出来。

## 历史
北极科维尔氏菌是在第五次中国国家北极科考期间在北极分离出来的，描述于2015年。能够分离出这种细菌的样本取自深度 为2619米的沉积物。

## 词源
拉丁阴性形容词“arctica”，表示与北极有关，这是北极科维尔氏菌模式菌株的分离地点。

## 系统发育学分类
基于16S rRNA基因序列的系统发育分析表明菌株435T属于科尔韦氏菌属。发现菌株435T与科尔韦氏菌属的其他物种具有 92.1%至95.6%的16S rRNA基因序列相似性。菌株435T与冷红科维尔氏菌的序列同源性最高，高达95.56%；与海盘车科维尔氏菌的序列同源性是95.28 %。

## 描述
北极科维尔氏菌是一种兼性厌氧的革兰氏阴性菌。它能够在4至25°C（最佳18至20℃）、pH6.0之pH9.0（最佳6.5至7.0）和存在0.5%至6.0%（w/v）NaCl（最佳2.0至3.0%）的条件下生长，因此它是一种耐冷、中性且耐盐的生物。它的细胞是短且弯曲的杆状，长1.6µm至2.8µm，宽0.6µm至1.0µm，并且通过单极鞭毛运动。过氧化氢酶和氧化酶测试呈阳性。在海洋琼脂上培养48小时后，菌落呈米色、圆形、光滑，直径为1.0至1.5mm。

## 栖息地
北极科维尔氏菌是一种生活在海洋沉积物中的细菌，在海水中分离并需要NaCl才能生长。